# Акали дал
Широмани Акали Дал — индийская политическая партия сикхских конфессионалистов.
Была основана 14 декабря 1920 года в ходе так называемого «движения Акали». Является крупнейшей и наиболее влиятельной сикхской партией в мире. Основу её философии составляет неразделимость религии и политики, целью является сплочение всех сикхов мира и отстаивание их интересов, декларируя, что в своей деятельности использует только законные методы решения вопросов. Контролируется Комитетом по управлению гурдварами.
В эпоху борьбы за независимость от Великобритании сотрудничала с Индийским национальным конгрессом. С 1973 года стала в оппозицию к Конгрессу и сосредоточила свою деятельность в основном в Пенджабе, стремясь к занятию лидирующих позиций в этом штате и к его последующему разделению на два по языковому признаку (на панджабиязычный и хиндиязычный). По состоянию на 2013 год партия имеет 56 мест из 117 в законодательном собрании Пенджаба, её бывший (Паркаш Сингх Бадал) и действующий (Сукхбир Сингх Бадал, его сын) лидеры занимают посты соответственно премьер-министра Пенджаба и его заместителя.